# Bairro SAAL da Cerca do Cemitério
O Bairro SAAL da Cerca do Cemitério, igualmente conhecido como Bairro 28 de Setembro, é um conjunto habitacional na cidade de Lagos, em Portugal.

## História
O Bairro SAAL da Cerca do Cemitério foi construído como parte do programa Serviço de Apoio Ambulatório Local, formado após a Revolução de 25 de Abril de 1974 para dar resposta aos problemas de habitação entre as camadas mais carenciadas da população. Este plano baseava-se num conceito de autoconstrução por parte dos próprios habitantes, com o apoio de voluntários e desempregados, sendo o governo responsável pela organização, financiamento e outros apoios. De forma a ajudar as associações dos moradores no terreno, foram criados vários grupos ambulantes de especialistas, denominados de equipas volantes, sendo a unidade responsável pela zona Oeste do Algarve formada por David Oliveira, Artur Sequeira, José Gonçalves, João Costa, Carlos Grade, Carlos Torpes, Luís Gama, e António Oliveira, Zélia Correia, Dulce Costa, Luís Rosado, Luísa Veloso e Leonarda Guerreiro.
A Associação de Moradores 28 de Setembro foi criada em 7 de Fevereiro de 1975, e a construção das casas começou em Abril desse ano. Um Despacho Ministerial de 1976 atribiu o controlo pelos empreendimentos do Serviço de Apoio Ambulatório Local às Câmara Municipais.

## Descrição
Este bairro é composto por 103 fogos unifamiliares, dispostos em vários edifícios de três pisos, entre a Rua da Ilha da Madeira e a Travessa do Cemitério.
Está situado junto ao Bairro Operário, ao Cemitério de Lagos e ao Baluarte do Jogo da Bola, estando parcialmente inserido na zona especial de protecção do Castelo.
Além do Bairro da Cerca do Cemitério, também foram criados outros conjuntos habitacionais no concelho de Lagos no âmbito do programa SAAL, incluindo o Bairro da Associação de Moradores 25 de Abril, a Associação de Moradores 11 de Março na vila da Luz, a Associação de Moradores Liberdade em Espiche, a Associação de Moradores Zona Verde em Bensafrim, e o Bairro SAAL da Meia Praia - Duna.